# Paguristes anomalus
Paguristes anomalus is een tienpotigensoort uit de familie van de Diogenidae. De wetenschappelijke naam van de soort is voor het eerst geldig gepubliceerd in 1918 door Bouvier.